# EF Education-EasyPost
EF Education-EasyPost ist ein US-amerikanisches Radsportteam mit Sitz in Boulder.

## Organisation und Geschichte

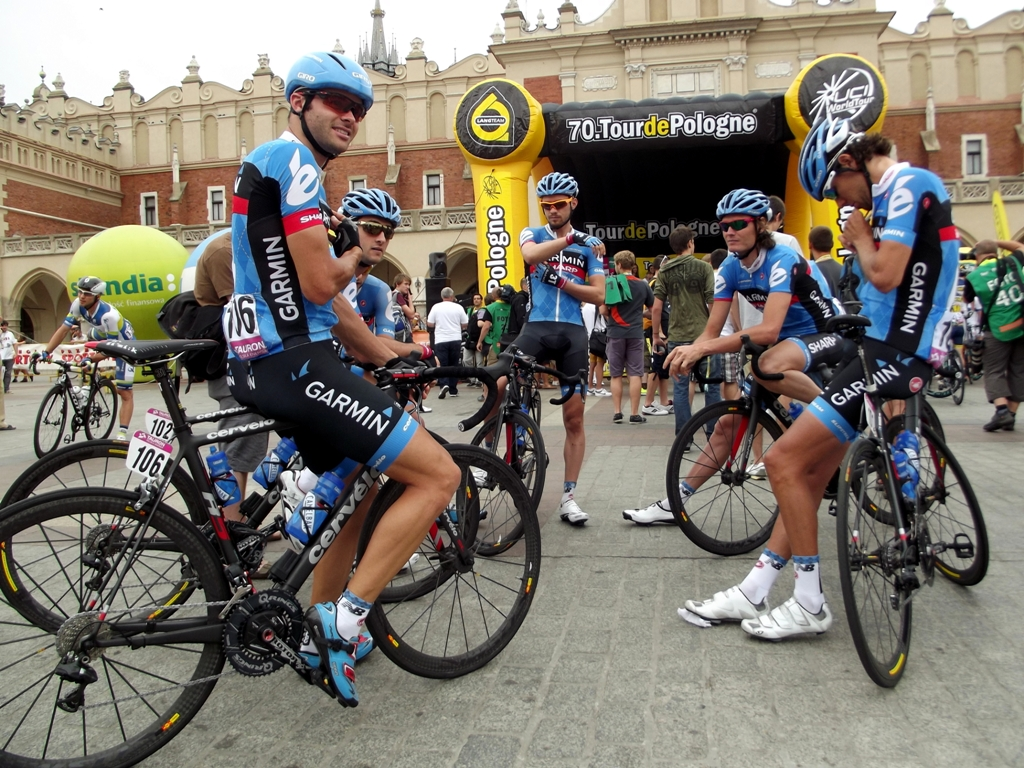
Als Garmin-Sharp 2013

Das Team wird von Jonathan Vaughters  gegründeten US-amerikanischen Unternehmen Slipstream Sports betrieben. Es ist Mitglied in der Bewegung für einen glaubwürdigen Radsport. Der Fahrer Tom Danielson wurde am 9. Juli 2015 in der A-Probe positiv auf synthetisches Testosteron getestet. Es handelte sich dabei um die erste positive Dopingprobe eines Slipstream-Fahrers seit der Gründung des Teams.
Die Mannschaft wurde unter dem Namen TIAA-CREF 2005 als Continental Team lizenziert, das hauptsächlich an der UCI America Tour teilnahm. Zur Saison 2007 wurde die Mannschaft in Slipstream-Chipotle umbenannt und fuhr mit einer Lizenz als Professional Continental Team.
Kurz vor dem Start der Tour de France im Juni 2008 wurde mit dem Hersteller von GPS-Empfängern Garmin ein neuer Sponsor präsentiert. Ab da startete das Team unter dem Namen Garmin-Slipstream presented by H3O. Ab der Saison 2009 ging das Team mit einer ProTeam-Lizenz an den Start. Zur Saison 2011 fusionierte das Garmin-Transitions-Team mit dem Cervélo TestTeam zum Team Garmin-Cervélo. Im Jahr 2012 nannte sich das Team nach Hinzutreten des IT-Sicherheitsunternehmens  Barracuda Networks als neuer Namenssponsor Garmin-Barracuda. Der bisherige Namenssponsor Cervélo stattete das Team weiter mit Rädern aus. In den Jahren 2013 und 2014 war das Elektronikunternehmen Sharp zweiter Namenssponsor.
Nachdem der Radhersteller Cannondale mit Ablauf der Saison 2014 das Engagement beim italienischen Team Cannondale beendet hatte, wurde er Namenssponsor und Ausrüster des Teams sowie einer der Hauptanteilseigner der Betreibergesellschaft Slipstream Sports. Im Vorgriff auf die Fusion mit dem australischen Professional Continental Team im Jahr 2017 Drapac Professional Cycling wurde der Investmentfondbetreiber Drapac Capital Partners mit Beginn der Tour de France 2016 zweiter Namenssponsor. Das australische Team übernahm dabei unter dem Namen Drapac-Pat’s Veg die Rolle als „Farmteam“ des WorldTeams.
Außer dem ProTeam betrieb Slipstream Sports 2011 und 2012 auch als Farmteam das Chipotle Development Team mit dem Status als UCI Continental Team und im Jahr 2011 ein UCI Women’s Team, das ebenfalls „Garmin-Cervélo“ hieß und im Jahr 2012 mit dem niederländischen Team AA Drink-leontien.nl fusioniert wurde.
Im Jahr 2018 wurde EF Education, ein Schweizer Unternehmen, welches Bildungs- und Reisedienstleistungen anbietet, neuer Namenssponsor, der auch die Anteilsmehrheit der Betriebsgesellschaft Slipstream Sports Inc übernahm. Die Mannschaft widmet sich seitdem neben dem klassischen Straßenradsport auch Langstreckenrennen und Rennen auf Schotterpisten. In der Folge des Sponsorenwechsels wurde die Firma EF Pro Cycling mit Anschrift in Cambridge (Massachusetts) als Teambetreiber genannt. Jonathan Vaughter wurde CEO von EF Pro Cycling.
Zum Giro d’Italia 2020 trat das Team mit einem Jersey mit einem Donald-Duck-Motiv ihres Sponsors Palace an, einer Skater-Marke. Die Trikots erregten große Aufmerksamkeit, und die Mannschaft wurde vom Weltradsportverband UCI mit einer Geldstrafe von 500 Schweizer Franken pro Fahrer belegt, da das Design nicht „angemessen“ sei.
Aufgrund der COVID-19-Pandemie geriet der Hauptsponsor EF Education 2020 in finanzielle Schwierigkeiten, weswegen mehrere Fahrer einer Gehaltskürzung zustimmten und im Gegenzug Verlängerungen auslaufender Verträge erhielten. Das japanische Bauunternehmen Nippo, 2020 noch Sponsor des französischen Teams Nippo Delko Provence, milderte als neuer zweiter Namenssponsor die Budgetkürzungen des Teams durch einen Beitrag in nicht bekannter Höhe.
Zum Jahresende 2021 wurde eine Kooperation mit dem Frauenradsportteam TIBCO-Silicon Valley Bank bekanntgegeben, welches seit 2022 ebenfalls von EF Education First gesponsert wird. Die Betreibergesellschaft des Frauenteams To The Top und des Männerteams Slipstream Sports blieben aber selbständig.
Zur Saison 2022 trat EasyPost an die Stelle von Nippo als Co-Titelsponsor, Nippo blieb aber Partner des Teams erhalten und wurde Titelsponsor des neu gegründeten EF Education-NIPPO Development Teams.

## Platzierungen in UCI-Ranglisten
UCI World Ranking
| World Ranking | World Ranking | World Ranking                 | World Ranking |
| Jahr          | Teamwertung   | Einzelwertung                 |               |
| ------------- | ------------- | ----------------------------- | ------------- |
| 2016          | —             | Rigoberto Urán (45. )         |               |
| 2017          | —             | Rigoberto Urán (17. )         |               |
| 2018          | —             | Michael Woods (38. )          |               |
| 2019          | 11.           | Michael Woods (23. )          |               |
| 2020          | 10.           | Daniel Felipe Martínez (34. ) |               |
| 2021          | 16.           | Neilson Powless (52. )        |               |
| 2022          | 18.           | Neilson Powless (50. )        |               |
| 2023          | 11.           | Ben Healy (22. )              |               |
| 2024          | 12.           | Richard Carapaz (20. )        |               |
|               |               |                               |               |
| Quelle: UCI   |               |                               |               |

UCI America Tour
| Saison | Mannschaftswertung | Fahrerwertung              |
| ------ | ------------------ | -------------------------- |
| 2005   | 15.                | Timothy Duggan (122.)      |
| 2006   | 7.                 | Danny Pate (19.)           |
| 2007   | 5.                 | William Frischkorn (19.)   |
| 2008   | 1.                 | Christian Vande Velde (3.) |

UCI Europe Tour
| Saison | Mannschaftswertung | Fahrerwertung             |
| ------ | ------------------ | ------------------------- |
| 2005   | 81.                | William Frischkorn (362.) |
| 2006   | 80.                | Danny Pate (283.)         |
| 2007   | 95.                | William Frischkorn (571.) |
| 2008   | 14.                | Daniel Martin (41.)       |

UCI Oceania Tour
| Saison | Mannschaftswertung | Fahrerwertung     |
| ------ | ------------------ | ----------------- |
| 2008   | 5.                 | Julian Dean (10.) |

UCI World Calendar
| Saison | Mannschaftswertung | Fahrerwertung      |
| ------ | ------------------ | ------------------ |
| 2009   | 11.                | Tyler Farrar (18.) |
| 2010   | 7.                 | Tyler Farrar (8.)  |

UCI World Tour
| Saison | Mannschaftswertung | Fahrerwertung         |
| ------ | ------------------ | --------------------- |
| 2011   | 8.                 | Daniel Martin (8.)    |
| 2012   | 9.                 | Ryder Hesjedal (13.)  |
| 2013   | 8.                 | Daniel Martin (6.)    |
| 2014   | 11.                | Daniel Martin (9.)    |
| 2015   | 16.                | Ryder Hesjedal (46.)  |
| 2016   | 8.                 | Alberto Bettiol (20.) |
| 2017   | 10.                | Rigoberto Urán (20.)  |
| 2018   | 16.                | Rigoberto Urán (42.)  |

## Mannschaft 2025
| Teamkader 2025                   | Teamkader 2025     | Teamkader 2025         | Teamkader 2025                                |
| Name                             | Geburtsdatum       | Land                   | Vorheriges Team                               |
| -------------------------------- | ------------------ | ---------------------- | --------------------------------------------- |
| Vincenzo Albanese                | 12. November 1996  | Italien                | Arkéa-B&B Hotels (2024)                       |
| Kasper Asgreen                   | 8. Februar 1995    | Dänemark               | Soudal Quick-Step (2024)                      |
| Samuele Battistella              | 14. November 1998  | Italien                | Astana Qazaqstan Team (2024)                  |
| Alex Baudin                      | 25. Mai 2001       | Frankreich             | Decathlon-AG2R La Mondiale (2024)             |
| Markel Beloki                    | 27. Juli 2005      | Spanien                | MMR Cycling Academy (2023)                    |
| Richard Carapaz                  | 29. Mai 1993       | Ecuador                | Ineos Grenadiers (2022)                       |
| Hugh Carthy                      | 9. Juli 1994       | Vereinigtes Königreich | Caja Rural-Seguros RGA (2016)                 |
| Owain Doull                      | 2. Mai 1993        | Vereinigtes Königreich | Ineos Grenadiers (2021)                       |
| Ben Healy                        | 11. September 2000 | Irland                 | Trinity Racing (2021)                         |
| Mikkel Frølich Honoré            | 21. Januar 1997    | Dänemark               | Quick-Step Alpha Vinyl (2022)                 |
| Lukas Nerurkar                   | 14. November 2003  | Vereinigtes Königreich | Trinity Racing (2023)                         |
| Neilson Powless                  | 3. September 1996  | Vereinigte Staaten     | Team Jumbo-Visma (2019)                       |
| Sean Quinn                       | 10. Mai 2000       | Vereinigte Staaten     | Hagens Berman Axeon (2021)                    |
| Darren Rafferty                  | 1. Juli 2003       | Irland                 | Hagens Berman Axeon (2023)                    |
| Jack Rootkin-Gray                | 5. November 2002   | Vereinigtes Königreich | Saint Piran (2023)                            |
| Archie Ryan                      | 16. November 2001  | Irland                 | Jumbo-Visma Development Team (2023)           |
| Georg Steinhauser                | 21. Oktober 2001   | Deutschland            | Tirol KTM Cycling Team (2021)                 |
| Harry Sweeny                     | 9. Juli 1998       | Australien             | Lotto Dstny (2023)                            |
| Yuhi Todome                      | 18. Juni 2002      | Japan                  | EF Education-Nippo Development (2023)         |
| Marijn van den Berg              | 19. Juli 1999      | Niederlande            | Équipe continentale Groupama-FDJ (2021)       |
| Jardi Christiaan van der Lee     | 6. August 2001     | Niederlande            | Willebrord Wil Vooruit (2023)                 |
| Max Walker                       | 12. Juli 2001      | Vereinigtes Königreich | Astana Qazaqstan Development Team (2024)      |
| Alexander Cepeda                 | 16. Juni 1998      | Ecuador                | Drone Hopper-Androni Giocattoli (2022)        |
| Esteban Chaves                   | 17. Januar 1990    | Kolumbien              | Team BikeExchange (2021)                      |
| Rui Costa                        | 5. Oktober 1986    | Portugal               | Intermarché-Circus-Wanty (2023)               |
| Alastair MacKellar               | 20. Januar 2002    | Australien             | Team Jayco AlUla (2024)                       |
| Madis Mihkels                    | 31. Mai 2003       | Estland                | Intermarché-Wanty (2024)                      |
| James Shaw                       | 13. Juni 1996      | Vereinigtes Königreich | Ribble Weldtite Pro Cycling (2021)            |
| Michael Valgren                  | 7. Februar 1992    | Dänemark               | EF Education-Nippo Development (2023)         |
| Colby Simmons (1. Apr.–31. Dez.) | 16. Oktober 2003   | Vereinigte Staaten     | Team Visma \| Lease a Bike Development (2024) |
|                                  |                    |                        |                                               |
| Quelle: ProCyclingStats          |                    |                        |                                               |